# Drosera brevicornis
Drosera brevicornis ist eine fleischfressende Pflanzenart aus der Familie der Sonnentaugewächse (Droseraceae). Sie kommt ausschließlich in von Palmerston bis zum Kakadu-Nationalpark im australischen Northern Territory vor.

## Beschreibung
Bei Drosera brevicornis handelt es sich um eine ausdauernde krautige Pflanze, die einzelne bodenständige Rosetten und eine faserige Wurzel bildet. Die Blätter liegen flach auf dem Boden auf, die Blattstiele sind umgekehrt-lanzettlich, 15 bis 20 Millimeter lang, am Ansatz 1,5 bis 3 und am Ansatz der Spreite 0,9 bis 2 Millimeter breit, auf der Oberseite schwach und auf der Unterseite dicht behaart. Die runden Blattspreiten sind 4 bis 5 Millimeter lang und 4 bis 5 Millimeter breit, auf der Oberseite und der Unterseite sind sie dicht behaart.
Blütezeit ist März bis April. Die ein bis vier Blütenstandsachsen sind 30 bis 40 Zentimeter lang und tragen in einer Traube 25 oder mehr Blüten, die Blütenstiele sind 2 bis 3 Millimeter lang. Die Kelchblätter sind umgekehrt eiförmig, wollig behaart, 5 bis 6 Millimeter lang und 2,5 bis 3 Millimeter breit. Die Kronblätter sind rosa oder weiß, umgekehrt eiförmig und rund 10 Millimeter lang sowie rund 7 Millimeter breit.
Die Staubblätter sind 4,5 Millimeter lang. Der Fruchtknoten ist umgekehrt eiförmig und 1,5 bis 1,7 Millimeter lang. Die drei Griffel sind inklusive der Narben 2 Millimeter lang.

## Verbreitung
Heimat von Drosera brevicornis ist das Gebiet von Palmerston bis zum Kakadu-Nationalpark im australischen Northern Territory. Dort wächst sie auf Kieshängen oder in flachen Senken. Sie gilt als häufig und daher nicht gefährdet.

## Systematik
Die Art wurde 1996 von Allen Lowrie erstbeschrieben, sie gehört zum so genannten „Petiolaris-Komplex“, der die Sektion Lasiocephala der Gattung bildet.